# Promised Land State Park Whittaker Lodge District
Pour les articles homonymes, voir Whittaker.
Le Promised Land State Park Whittaker Lodge District est un district historique dans le comté de Pike, en Pennsylvanie, aux États-Unis. Situé au sein du parc d'État de Promised Land, ce district emploie le style rustique du National Park Service. Il est inscrit au Registre national des lieux historiques depuis le 11 février 1987.